# Solihull
Solihull (/ˈsɒlɨhʌl/ o /ˈsoʊliːhʌl/ o /soʊliˈhʌl/) es una villa grande de la región de las Tierras Medias Occidentales (West Midlands) de Inglaterra con una población de 109 336 personas. Forma parte de la conurbación de los Midlands Occidentales y está situado a tan solo 14,5 km al sureste del centro de Birmingham, con la cual tiene barrios adyacentes. Es la ciudad más grande del municipio metropolitano de Solihull, que tiene una población de 206 700 habitantes y del que además es centro administrativo.
Solihull es una de las ciudades más prósperas de los Midlands ingleses. En noviembre de 2013, el Índice de Calidad de Vida uSwitch nombró a Solihull el "mejor sitio para vivir" en el Reino Unido. Los residentes de Solihull y aquellos nacidos en la ciudad son conocidos en inglés como Silhillians. El lema de Solihull es Urbs in Rure (ciudad en el campo).

## Historia

### Toponimia
Se piensa que el nombre de la ciudad de Solihull  deriva de la localización de su iglesia parroquial, St Alphege, en una colina de suelo (en inglés, "soily hill"). La iglesia fue construida en un cerro de marga roja y fuerte que se convertía en fango con las lluvias.

### Historia temprana

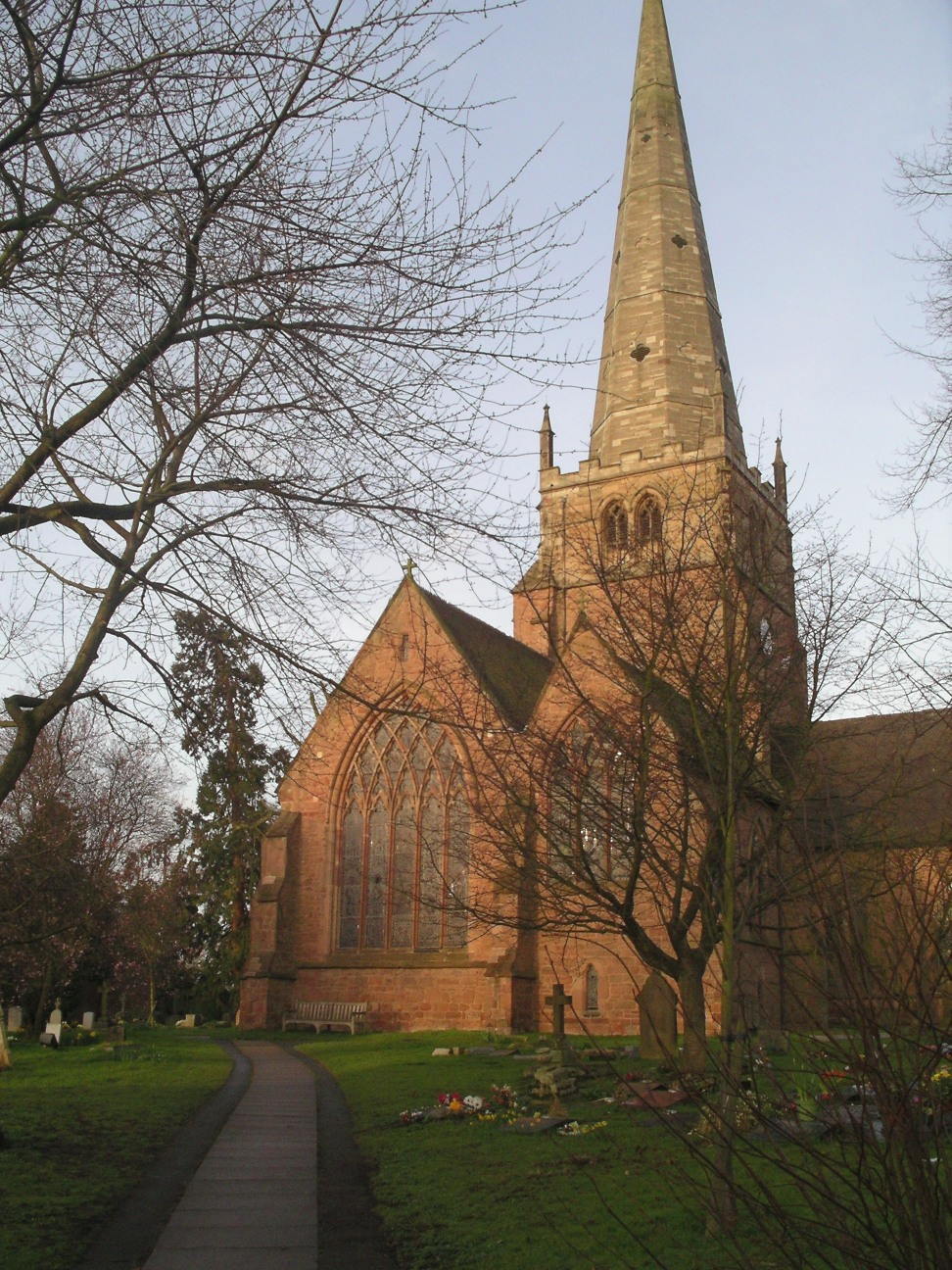
Parroquia de St. Alphege, Solihull

La ciudad destaca por su arquitectura histórica, que incluye ejemplos de casas y tiendas con estructuras de maderos (timber framing) de estilo Tudor. La histórica Escuela de Solihull fue fundada en 1560, aunque en la actualidad no se encuentra en la misma ubicación. La parroquia de St. Alphege, de arenisca roja, data de un periodo cercano y es un gran ejemplo de la arquitectura gótica inglesa, con una aguja típica que alcanza los 51 m de altura, lo cual permite vislumbrarla desde grandes distancias; además la parroquia está catalogada como monumento de Grado I.

## Suburbios
La ciudad de Solihull tiene varios suburbios, entre los que se incluyen Solihull Lodge, Blossomfield, Haslucks Green, Sharmans Cross, Cranmore, Shirley, Shirley Heath, Hillfield, Monkspath, Widney Manor, Olton, Lode Heath y World's End.
El municipio metropolitano de Solihull alberga varias ciudades y pueblos satélite, como Castle Bromwich, Chelmsley Wood, Cheswick Green, Dorridge, Knowle, Balsall Common, Meriden, Hampton in Arden, Hockley Heath, Eastcote, Barston, Bickenhill, Catherine-de-Barnes y Bentley Heath.

## Economía
Previo a la Segunda Guerra Mundial, el gobierno británico construyó una fábrica militar en Lode Lane, donde Rover fabricó motores de avión Bristol Hercules. Luego de la guerra, la fábrica de Rover en Coventry quedara inutilizada, por lo que la empresa se trasladó a la fábrica de Lode Lane, y comenzó a fabricar automóviles en 1946. Allí se fabricaron los todoterrenos Land Rover Series, Land Rover Defender y Range Rover. En 2008, Tata Motors compró a Land Rover y Jaguar.
En Meriden se fabricaron motocicletas Triumph desde 1942 hasta 1983.
El National Exhibition Centre (inaugurado en 1976) y el Aeropuerto Internacional de Birmingham-West Midlands se encuentran en Solihull.

## Ciudades hermanadas
Solihull está hermanada con:
- Cholet (Francia)
- Distrito de Meno-Taunus (Alemania)